# Tsubasa Yamaguchi
Tsubasa Yamaguchi (山口つばさ?, Yamaguchi Tsubasa; Tokyo, 26 giugno ...) è una fumettista giapponese. Dopo essersi laureata all'Università delle arti di Tokyo, ha creato due one-shot prima di pubblicare la sua prima serie completa, un adattamento manga di Lei e il gatto e, dopo il suo completamento, ha creato Blue Period.

## Biografia
Tsubasa Yamaguchi è nata il 26 giugno a Tokyo. Dopo essersi laureata all'Università delle arti di Tokyo, ha pubblicato due one-shot su Good! Afternoon. Nel 2016, ha lanciato la sua prima serie completa in Monthly Afternoon, un adattamento manga di Lei e il gatto di Makoto Shinkai.
Il 17 giugno 2017 ha lanciato la sua seconda serie, intitolata Blue Period, in Monthly Afternoon. Nel 2019 Yamaguchi si è sposata. Nello stesso anno, Blue Period è stato nominato per il Manga Taishō e il Premio Kōdansha per i manga nella categoria generale mentre nel 2020 li ha vinti. È stato anche nominato per il Premio culturale Osamu Tezuka nel 2020. Un adattamento della serie televisiva anime della serie è andato in onda nell'ottobre 2021.

## Carriera come fumettista

### Serie
- Lei e il gatto (彼女と彼女の猫?, Kanojo to kanojo no neko) (serializzato su Monthly Afternoon) (2016)[5]
- Blue Period (ブルーピリオド?, Burū Piriodo) (serializzato su Monthly Afternoon) (2017-presente)[6]

### One-shot
- Nude Model (ヌードモデル?) (pubblicato su Good! Afternoon) (2015)[3]
- Onna no ko (おんなのこ?) (pubblicato su Good! Afternoon) (2015)[4]

### Altro
- Anata wa koko de, iki ga dekiru no? (あなたはここで、息ができるの？?) (illustrazioni della light novel) (2020)[14]